# Gao (kejsarinna)
Gao, född 1032, död 1093, var en kinesisk kejsarinna, gift med kejsar Song Yingzong (r. 1063-67). Hon var Kinas regent som förmyndare för sin sonson, kejsar Song Zhezong, från 1085 till fram till sin död 1093. 
Gao valdes ut till att bli Song Yingzongs kejsarinna av sin moster, kejsarinnan Cao. Hon spelade ingen politisk roll under sin makes eller sons regeringstid. När hennes omyndige sonson besteg tronen 1085 blev hon Kinas regent. Hon beskrivs som en kraftfull regent, som vägrade utöva nepotism till förmån för sina släktingar och visade gott omdöme i sitt val av ministrar. Hon stödde den konservativa fraktionen, och avbröt sin sons reformarbete genom att avskeda Wang Anshi och utnämna Sima Guang till storkansler. 